# Махіеддін Мефтах
Махіеддін Мефтах (араб. محي الدين مفتاح, нар. 25 вересня 1968, Тізі-Узу) — колишній алжирський футболіст, що грав на позиції захисника.
Виступав, зокрема, за клуби «Кабілія» та «УСМ Алжир», а також національну збірну Алжиру. У складі збірної — володар Кубка африканських націй.

## Клубна кар'єра
У дорослому футболі дебютував 1987 року виступами за команду «Кабілія» з рідного міста, в якій провів дев'ять сезонів і виграв три титули чемпіона Алжиру, два Кубка і один Суперкубок Алжиру, а також Кубок африканських чемпіонів та Кубок володарів Кубків Африки.
1996 року перейшов до клубу «УСМ Алжир», за який відіграв 10 сезонів і виграв ще три національні чемпіонати і п'ять кубків. Завершив професійну кар'єру футболіста виступами за команду «УСМ Алжир» у 2006 році.

## Виступи за збірну
31 грудня 1989 року дебютував в офіційних матчах у складі національної збірної Алжиру в грі проти Сенегалу у Дакарі (0:0). Він став одним з основних гравців відбору протягом Кубка африканських націй 1990 року, де Алжир став переможцем. Після цього зі збірною Алжиру він брав участь у всіх наступних п'яти КАН (за винятком 1994 року, коли Алжир був дискваліфікований) — 1992 року у Сенегалі, 1996 року у ПАР, 1998 року у Буркіна Фасо, 2000 року у Гані та Нігерії та 2002 року у Малі. 
Протягом кар'єри у національній команді, яка тривала 13 років, провів у формі головної команди країни 77 матчів, забивши 4 голи.

## Титули і досягнення
«Кабілія»
- Чемпіон Алжиру (3): 1989, 1990, 1995
- Володар Кубка Алжиру (2): 1992, 1994
- Володар Суперкубка Алжиру (1): 1992
- Переможець Кубка африканських чемпіонів (1): 1990
- Володар Кубка володарів кубків КАФ (1): 1995

 УСМ Алжир
- Чемпіон Алжиру (3): 2001/02, 2002/03, 2004/05
- Володар Кубка Алжиру (5): 1997, 1999, 2001, 2003, 2004

 Алжир
- Володар Кубка африканських націй (1): 1990